# Reddito di cittadinanza (Italia)
Il Reddito di cittadinanza è stato un sussidio in vigore in Italia dal gennaio 2019 al gennaio 2024.
A dispetto del nome, era in realtà totalmente privo delle caratteristiche di un reddito di base, trattandosi piuttosto di una forma condizionata e non individuale di reddito minimo garantito.

## Iter legislativo

### Introduzione
Il sussidio, da tempo presente nel programma politico del Movimento 5 Stelle, fu istituito nel corso della XVIII legislatura dal governo Conte I (formato dal Movimento 5 Stelle e dalla Lega) tramite il Decreto-legge 28 gennaio 2019, n°  4 (convertito con legge del 28 marzo 2019, n° 26).

### Superamento
Nel corso della XIX legislatura, con il governo Meloni, la legge di bilancio 2023 (ufficialmente legge 29 dicembre 2022, n° 197) stabilì all'art. 1, comma 318 che, a partire dal 1º settembre 2023, il reddito di cittadinanza sarebbe stato erogato solamente alle famiglie con al proprio interno persone disabili o ultrasessantenni, per poi essere abolito del tutto a partire dal 1º gennaio 2024.
Successivamente, tramite il decreto 4 maggio 2023, n° 48 (convertito in legge, con modificazioni, dalla legge 3 luglio 2023, n°  85) furono istituiti, quali misure sostitutive del reddito di cittadinanza, due diversi sussidi: l'assegno di inclusione e il supporto alla formazione e al lavoro.

## Descrizione

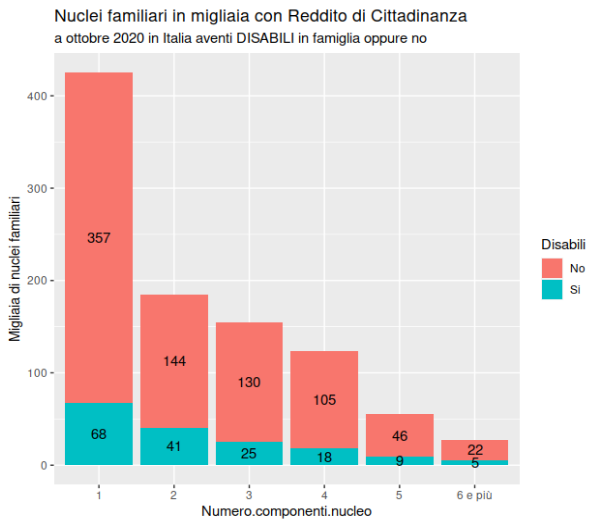
Nuclei familiari con reditto di cittadinanza e disabili

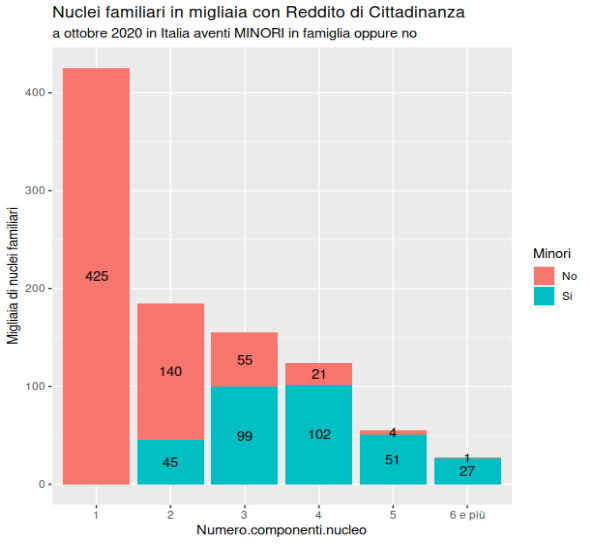
Nuclei familiari con reddito di cittadinanza e minori

A dispetto del nome "reddito di cittadinanza", attribuito al sussidio nel Decreto-legge d'istituzione, non si trattava di un reddito di base, bensì un ammortizzatore sociale.
Prevedeva l'obbligo di essere assistiti da centri per l'impiego, assistenti sociali e, fino al 2022, dai navigator.
Si trattava quindi di un reddito minimo garantito in quanto:
- non universale (venne versato solo a disoccupati, inoccupati o lavoratori con una situazione economica ISEE inferiore a una certa soglia)
- non incondizionato (ci furono una serie di obblighi, quali iscriversi a un centro d'impiego, eventualmente svolgere senza "ulteriore" compenso lavori di pubblica utilità, eventualmente accettare proposte di lavoro ritenute "congrue" da terzi dopo un tot di rifiuti, etc.)
- non di tipo individuale (subiva variazioni in riferimento al proprio status familiare, e non poteva essere richiesto/erogato a ogni singolo individuo facente parte di un nucleo familiare, bensì a un solo individuo rappresentante ciascun nucleo familiare).
- non automatico (stante la presenza dei requisiti, veniva erogato solo in presenza di idonea domanda, corredata da documenti e certificazioni altrimenti non obbligatori per il cittadino, come l'ISEE)

I cittadini italiani, o gli stranieri con regolare permesso di soggiorno residenti in Italia da almeno dieci anni (dei quali gli ultimi due in via continuativa), potevano presentare le domande tramite il portale www.redditodicittadinanza.gov.it, tramite i CAF o negli uffici di Poste Italiane. L'INPS valutava se la domanda possedesse i requisiti di legge e, in caso affermativo, consegnava una carta prepagata ricaricabile che poteva essere utilizzata per acquistare beni e servizi oppure per prelevare denaro contante, entro un tetto massimo mensile.
Era previsto che i non-cittadini UE dovessero ottenere a proprie spese dalle autorità del loro Paese la certificazione del nucleo famigliare, del patrimonio e del reddito, comprensivo di proprietà all'estero, che tale documento fosse tradotto in lingua italiana e legalizzato dalle autorità consolari italiane. Erano esonerati da quest'obbligo coloro che possiedono lo status di rifugiato politico o provengono da uno Stato presente nella lista a cura del Ministero del lavoro e delle politiche sociali, relativa ai Paesi nei quali era materialmente impossibile produrre tale documentazione, ad esempio per la mancanza di un catasto nazionale.
La carta veniva caricata mensilmente dall'INPS.

### Condizionalità
L'erogazione della prestazione patrimoniale era «condizionata alla dichiarazione di immediata disponibilità al lavoro da parte dei componenti il nucleo familiare maggiorenni […] nonché all’adesione ad un percorso personalizzato di accompagnamento all’inserimento lavorativo e all’inclusione sociale che prevede attività al servizio della comunità, di riqualificazione professionale, di completamento degli studi, nonché altri impegni individuati dai servizi competenti finalizzati all’inserimento nel mercato del lavoro e all’inclusione sociale».
La Corte costituzionale, nella sentenza n. 19 del 2022, trasse anche da questo la considerazione secondo cui "il reddito di cittadinanza, pur presentando anche tratti propri di una misura di contrasto alla povertà, non si risolve in una provvidenza assistenziale diretta a soddisfare un bisogno primario dell’individuo, ma persegue diversi e più articolati obiettivi di politica attiva del lavoro e di integrazione sociale. A tale sua prevalente connotazione si collegano coerentemente la temporaneità della prestazione e il suo carattere condizionale, cioè la necessità che ad essa si accompagnino precisi impegni dei destinatari, definiti in Patti sottoscritti da tutti i componenti maggiorenni del nucleo familiare (salve le esclusioni di cui all’art. 4, commi 2 e 3, del d.l. n. 4 del 2019). È inoltre prevista la decadenza dal beneficio nel caso in cui un solo componente non rispetti gli impegni (art. 7, comma 5, del d.l. n. 4 del 2019)" (Considerato in diritto, paragrafo 4).
Il beneficiario poteva perciò essere convocato «dai centri per l'impiego per sottoscrivere un Patto per il lavoro o dai Comuni per sottoscrivere un Patto per l'inclusione sociale». Nell'ambito del "Patto per l'Inclusione sociale", il beneficiario del "reddito di cittadinanza" - salvo espresse esclusioni volute dal legislatore per talune categorie di percettori, come ad esempio gli studenti o gli over 65 - doveva prestare la propria attività per la realizzazione di "progetti di pubblica utilità" (PUC) da svolgere nel comune di residenza e a titolo gratuito, per un minimo di 8 ore e un massimo di 16 ore settimanali.

## Effetti

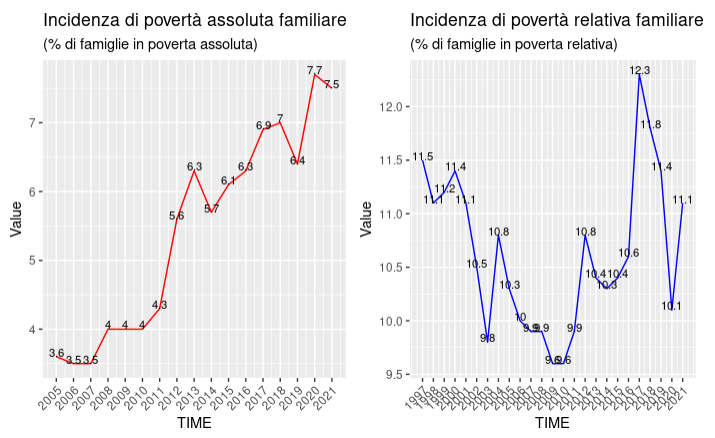
Incidenza povertà familiare assoluta e relativa

Secondo uno studio pubblicato dall'ISTAT nel 2022, in Italia c'erano "un milione di poveri in meno grazie al Reddito di cittadinanza", ma il 56% dei poveri non percepiva l'assegno o perché non si rivolgevano al CAF e patronati, o perché possedevano risparmi da parte, oppure perché si trattava di cittadini stranieri residenti in Italia da meno di 10 anni. Anche per questi motivi, nonostante la presenza del sussidio, la povertà assoluta in Italia continuò ad avere andamento crescente.

## Illeciti
Notizie su soggetti che avevano percepito illecitamente il reddito di cittadinanza (i cosiddetti "furbetti") furono più volte riportate dai vari media. A novembre 2021, oltre 48 milioni di euro furono erogati senza che ve ne fossero i presupposti. Da controlli dei Carabinieri, furono rilevati nel 2019 10.778 illeciti per 969.450,68 euro; nel 2020 18.131 illeciti per 5.614.247,80 euro; nel 2021 (primi dieci mesi) 156.822 illeciti per 41.359.042,02 euro.
In seguito a un esposto del novembre 2022, la Procura regionale del Lazio presso la Corte dei Conti aprì un'inchiesta su una presunta omissione calcolata dei controlli sui percettori da parte dell'INPS a fini politici per favorire il Movimento Cinque Stelle, risoltasi poi in un nulla di fatto.

## Navigator
Il navigator è stata una figura professionale attiva in Italia dal 2019 al 2022 per sostenere i percettori del Reddito di cittadinanza nella ricerca di un lavoro e nella formazione professionale.

### Storia
Questa figura è stata introdotta come parte delle misure di sostegno al reddito e all'occupazione previste dalla legge italiana. L'idea dei navigator nasce con l'introduzione del reddito di cittadinanza nel 2019: l'obiettivo principale era quello di creare un ponte tra i beneficiari di questa misura e il mondo del lavoro, cercando di favorire l'inserimento o il reinserimento nel mercato del lavoro di coloro che percepivano il sussidio. Dopo l'introduzione di questa figura sono stati avviati processi di selezione per l'assunzione di 2980 navigator in tutta Italia, distribuendoli a partire dall'autunno del 2019 nei centri per l'impiego delle varie regioni, diventando un punto di riferimento per i beneficiari del reddito di cittadinanza. Il contratto co.co.co. dei navigator, inizialmente previsto per una durata di 21 mesi, ha subito varie proroghe. Nel 2022, dopo diverse estensioni, è definitivamente scaduto, portando alla conclusione del progetto.

### Selezione
La selezione pubblica dei navigator è stata gestita nel 2019 da ANPAL Servizi. La selezione era aperta esclusivamente a laureati magistrali, con una laurea in discipline economico-statistiche, giuridiche, sociologiche, psicologiche, pedagogiche, politico-sociali o in scienze della formazione. 
La prova, tenutasi presso la Fiera di Roma, era composta da 100 domande a cui rispondere entro 100 minuti, sulle seguenti materie: cultura generale, ambito psicoattitudinale, logica, informatica, modelli e strumenti di intervento di politica del lavoro, reddito di cittadinanza, disciplina dei contratti di lavoro, sistema di istruzione e formazione, regolamentazione del mercato del lavoro, economia aziendale, marketing e inglese.
78771 candidati hanno presentato domanda per diventare navigator, ma solo 2980 sono risultati vincitori della selezione e assunti con un contratto co.co.co. per supportare i percettori del reddito di cittadinanza nel reinserimento nel mercato del lavoro.

### L'Associazione Nazionale Navigator
L'Associazione Nazionale Navigator (A.N.NA.) è stata fondata nel 2020 con l'obiettivo di rappresentare e tutelare gli interessi dei navigator, impegnandosi a fungere da punto di riferimento nel dialogo con le istituzioni per garantire che i navigator siano sempre al centro delle decisioni che riguardano il loro ruolo e le loro attività.
L'Associazione ha pubblicato nel 2021 un articolato "libro bianco" con l'obiettivo di favorire la conoscenza dell'attività svolta dai Navigator e provare a contrastare gli effetti negativi della campagna politica e mediatica che aveva investito questa figura, identificata come simbolo della misura del Reddito di Cittadinanza. Ha svolto e continua a svolgere attività culturale e di informazione, anche dopo la conclusione dell'esperienza in Anpal Servizi, organizzando incontri e iniziative sui temi delle Politiche attive del lavoro, sia verso l'esterno sia in favore degli associati al fine di promuoverne la ricollocazione e l'aggiornamento professionale.
I dati contenuti nel report di  A.N.NA. trovano puntuale conferma nell'indagine sul funzionamento dei centri per l'impiego nell'ottica dello sviluppo del mercato del lavoro, pubblicata nello stesso anno dalla Corte dei Conti e relativa alle modalità gestionali e di funzionamento della rete dei Centri per l’impiego nel quadriennio 2017-2020. L'indagine della Corte dei Conti rileva tra l'altro che "con riferimento alle vacancies sono stati resi disponibili 477 466 posti e le iniziative dei Navigator presso le imprese, per la rilevazione dei fabbisogni produttivi, hanno comportato la realizzazione di 588 521 interventi; sono state individuate 29 610 opportunità occupazionali corrispondenti a 56 846 posizioni professionali". La CdC riconosce l'apporto complessivamente positivo dei Navigator nel sistema dei servizi pubblici per il lavoro, di cui evidenzia le criticità affermando che in Italia “esistono eterogenei assetti organizzativi, con approcci, metodologie e sistemi informativi diversificati e sovente non dialoganti tra di loro”.
L'Associazione fu ascoltata nel 2021 dal primo  Comitato Scientifico per la valutazione del Reddito di Cittadinanza, istituito presso il Ministero del Lavoro e delle Politiche Sociali e presieduto dalla professoressa Chiara Saraceno . Fu inoltre ricevuta in due distinte audizioni presso le Commissioni Lavoro del Senato e della Camera dei Deputati.

## Nella cultura di massa
Il reddito di cittadinanza compare nei seguenti film:
- Tramite amicizia;
- Tolo Tolo;

nei seguenti show televisivi:
- Emigratis.